# Escuque (paroisse civile)
Pour les articles homonymes, voir Escuque.
Escuque est l'une des quatre paroisses civiles de la municipalité d'Escuque dans l'État de Trujillo au Venezuela. Sa capitale est Escuque, chef-lieu de la municipalité.